# Qingshan (socken i Kina, Sichuan)
Qingshan (kinesiska: 青山乡, 青山) är en socken i Kina. Den ligger i provinsen Sichuan, i den sydvästra delen av landet, omkring 240 kilometer öster om provinshuvudstaden Chengdu. Antalet invånare är 7 666. Befolkningen består av 3 800 kvinnor och 3 866 män. Barn under 15 år utgör 17,0 %, vuxna 15-64 år 67 %, och äldre över 65 år 14,0 %. Qingshan ligger vid sjön Xingfu Shuiku.
Genomsnittlig årsnederbörd är 1 545 millimeter. Den regnigaste månaden är september, med i genomsnitt 280 mm nederbörd, och den torraste är december, med 8 mm nederbörd.